# Dicranomyia (Dicranomyia) alascaensis
Dicranomyia (Dicranomyia) alascaensis is een tweevleugelige uit de familie steltmuggen (Limoniidae). De soort komt voor in het Nearctisch gebied.